# Normand Legault (danseur)
Pour les articles homonymes, voir Normand Legault (homme d'affaires) et Legault.
Normand Legault, né en 1951 à Montréal, est un câlleur, gigueur, chorégraphe et ethnologue québécois, spécialisé en danse traditionnelle du Québec.

## Biographie
Normand Legault est initié dès l'âge de six ans aux danses du monde lors d'activités de loisirs culturels. Son intérêt pour les arts traditionnels évolue au début de la décennie 1970, où il découvre la danse traditionnelle québécoise par l'entremise de musiciens et de danseurs de la région du Saguenay. Il effectue des collectes ethnochoréologiques dans les régions du Saguenay Lac-Saint-Jean, de la Beauce, de Charlevoix, de la Gaspésie et de Lotbinière. Il entreprend des études en ethnologie à l'Université Laval, où son intérêt pour la gigue québécoise se développe davantage.
Depuis les années 1970, Normand Legault se produit dans plusieurs festivals et événements, au Québec comme ailleurs. Il donne également des activités de formation en danse traditionnelle du Québec.

### Décennie 1970
En 1975, il donne des cours de gigue québécoise au Stage national des arts populaires, à Moncton, et au « Folkmoot des Katrevents » à Granby. Il anime une série de soirées de danse traditionnelle au Saguenay, dans le cadre de la Fête des arts populaires de Saguenay.
En 1977, Legault est actif dans la région de Québec. Il participe au « Folkmoot » des Fêtes du printemps comme formateur en danse traditionnelle québécoise, aux côtés du câlleur et chercheur Marcel Guay,. Il se produit au Grand Théâtre de Québec à l'occasion des portes ouvertes de l'établissement. Dans le cadre du mini-festival de la relève, il anime une soirée de danse dans la Salle Octave-Crémazie et collabore à l'interprétation de la pièce de théâtre L'homme devenu chien d'Oswaldo Dragun par la Compagnie des Neuf.
En 1977, il devient le directeur artistique de l'ensemble folklorique La Parenté, situé à Québec.
À la fin des années 1970, il est câlleur dans Les veillées à tout l'monde, dans lesquelles il se produit avec des musiciens notoires, comme Michel Faubert, La Bottine souriante, et plusieurs autres. Ces soirées avaient généralement lieu au Pavillon Latourelle de l'Université du Québec à Montréal. Il donne une activité de formation sur les danses traditionnelles de la région de Québec au camp de danse folklorique « La Ruin bottine » organisé par le troupe Par'a Joie, à Joliette.

### Décennie 1980
Au début des années 1980, Normand Legault enseigne la danse traditionnelle à l'Université du Québec à Montréal et à l'Université Laval. En 1980, il offre des formations au stage de danse « la Bastringue » au Saguenay-Lac-Saint-Jean, en compagnie de Pierre Chartrand, Hélène Legault et Michel St-Louis, en plus d'animer une soirée de danse dans le cadre du Carnaval Souvenir 1881 de Chicoutimi l'année suivante. En 1982, il anime une soirée de musique et de danse traditionnelle au Festival d'été de Québec aux côtés des groupes Éritage et La Parenté.
De 1985 à 1986, il devient directeur artistique de la Compagnie de danse Mackinaw, située à Drummondville. Il assure notamment les chorégraphies de la production « Les légendes de Mackinaw », présentée au Centre culturel de Drummondville (aujourd'hui Maison des Arts Desjardins Drummondville) en mai 1986. Son implication pour la troupe continue en 1987, où il entreprend des recherches ethnochoréologiques dans la région du Bas-Saint-François (MRC de Drummond). Le répertoire chorégraphique collecté figure dans la production « Si Drummondville m'était contée » marquant le 15e anniversaire de la compagnie et présentée en mai 1989.
De 1988 à 1994, il occupe le poste de directeur du Centre de valorisation du patrimoine vivant, à Québec.

### Décennie 1990
En 1991, il devient directeur du Festival des arts traditionnels (aujourd'hui appelé les Rendez-vous Ès Trad), organisé par le Centre de valorisation du patrimoine vivant. Il se produit au Mondial des cultures de Drummondville en 1993. La même année, il s'implique au Carrefour mondial de l'accordéon de Montmagny, où il travaille comme chargé de projets jusqu'en 2005.
En 1996, il publie le livre La danse traditionnelle dans le Bas-Saint-François (MRC Drummond et Nicolet-Yamaska), co-écrit avec Pierre Chartrand.

### Décennie 2000
Au début des années 2000, Normand Legault fait partie Groupe sans âge avec Jean-Yves Hamel, Denis Maheux, Jean-Paul Beaulieu et Adélard Thomassin. Depuis 2000, il est membre du jury Prix Mnémo, un prix remis à des projets de recherche dans le domaine du patrimoine culturel immatériel francophone d'Amérique du Nord. 
De 2001 à 2005, il occupe le poste de directeur général par intérim du Conseil québécois du patrimoine vivant.

### Décennie 2010
En 2012, il devient professeur de gigue à l'école de Maréemusique, un organisme faisant la promotion de la musique et de la danse traditionnelles du Québec.
En 2019, il participe au spectacle « Nous (ne) sommes (pas) tous et toutes des gigueurs et des gigueuses » produit par la Biennale de gigue contemporaine (BIGICO), en collaboration avec Sophie Corriveau et Katya Montaignac et co-présenté par Danse-Cité.

### Décennie 2020
Normand Legault continue de donner des formations en danse traditionnelle du Québec. Il est l'un des formateurs au stage de formation « Une pratique réflexive de la gigue » organisé par le Conseil québécois du patrimoine vivant et Danse Traditionnelle Québec, en 2021.
Il continue à se produire sur scène. Il participe aux Apéros TRAD organisés par le Centre de valorisation du patrimoine vivant et le Musée de la civilisation aux côtés des musiciens Denis Maheux et Paul Marchand.
Normand Legault figure dans des capsules vidéos publiées par Bigico.tv, une plateforme de webdiffusion de la gigue québécoise.

## Prix et distinctions
En 2021, il reçoit le prix « Maîtres de traditions vivantes », un programme national initié par le Conseil québécois du patrimoine vivant. Le prix vise à reconnaître des individus maîtrisant une ou plusieurs disciplines issues du patrimoine culturel immatériel et s'inspire du prix « Trésor humain vivant » de l'UNESCO. Le Prix Aldor 2014 lui est décerné lors l'événement La Grande Rencontre organisé par EspaceTrad.

## Publications
- La danse traditionnelle dans le Bas-Saint-François (MRC Drummond et Nicolet-Yamaska). Société d'histoire de Drummondville, Drummondville, 1996, 150 pages[39].
- « Conseil québécois du patrimoine vivant ». Rabaska : revue d'ethnologie de l'Amérique française, 2 (2004), p. 309-311[40].
- « Conseil québécois du patrimoine vivant ». Rabaska : revue d'ethnologie de l'Amérique française, 3 (2005), p. 216-218. (co-écrit avec Robert Bouthillier)[41]
- « Le diable à la danse, par Jean Du Berger ». Bulletin Mnémo, 4 (2007)[42]. (co-écrit avec Martine Roberge)
- « Souvenirs de collectes en danse », Bulletin Mnémo, 2 (2017)[43].